# Елена Кондакова
Еле́на Влади́мировна Кондако́ва (на руски: Кондакова, Елена Владимировна) е руска космонавтка и политик.
Елена Кондакова е третата руска жена космонавт и първата жена, извършила продължителен полет в космоса. В отряда на космонавтите се включва през 1989 г.

## Биография
Родена е на 30 март 1957 година, Митищи, Московска област.
Нейният първи полет започва на 4 октомври 1994 г. в състава на експедицията на Союз ТМ-20, връща се на Земята на 22 март 1995 г. след 5-месечен полет на орбиталната станция „Мир“.
Вторият полет на Кондакова – като специалист на мисията с американската совалка Атлантис (на английски: Space Shuttle Atlantis) в състава на мисията STS-84 през май 1997 г.
| Космически полети на Елена Кондакова                                  | Космически полети на Елена Кондакова | Космически полети на Елена Кондакова | Космически полети на Елена Кондакова | Космически полети на Елена Кондакова |
| №                                                                     | Дата                                 | КК                                   | Функции                              | Продължителност                      |
| --------------------------------------------------------------------- | ------------------------------------ | ------------------------------------ | ------------------------------------ | ------------------------------------ |
| 1                                                                     | 3 октомври 1995                      | „Союз ТМ-20“                         | Бординженер                          | 169 денонощия 5 часа 21 мин 35 сек.  |
| 2                                                                     | 15 май 1997                          | „Атлантис“, мисия STS-84             | Специалист на полета                 | 9 денонощия 5 часа 20 мин 48 сек.    |
| Сумарно време в космоса – 178 денонощия 10 часа 42 минути 23 секунди. |                                      |                                      |                                      |                                      |

От 1999 г. до 2003 г. е депутатка в Държавната дума на Русия от партия „Отечество — вся Россия“. От 2003 г. до 2011 г. е депутатка в Държавната дума от партия „Единна Русия“.
Съпруг на Елена Кондакова е съветският космонавт Валерий Рюмин, с когото има една дъщеря.

## Награди
- Медал „Златна звезда“ за Герой на Русия (10 април 1995)
- Медал „За космически полет“ на НАСА.